# A fiúk a klubból
A fiúk a klubból (Queer as Folk) egy amerikai-kanadai koprodukciós LMBT sorozat. A Showtime Networks Inc. és a Temple Street Productions készítették a korábbi, brit változat alapján.
A sorozat 8 meleg barát mindennapjait mutatja be, akik a Pennsylvania állambéli Pittsburghben élnek. Noha koprodukció, Toronto meleg negyedében forgatták a kedvezőbb adózási szabályok miatt.

## Sugárzás
A sorozat 5 évadon át tartott (a Showtime-on 2000-től 2005-ig, a Showcase-en 2001-től 2005-ig vetítették), noha egyes források szerint a színészek hat évre szóló szerződést kaptak, ám azt az első évad után ötre rövidítette a csatorna. A kanadai Showcase ugyan kijelentette, hogy szeretnének hatodik szériát, de mivel a Showtime rendelkezett a költségvetéssel és a legtöbb tulajdonjoggal, így nem valósult meg, továbbá a színészek nagy része sem vállalta már. Egy LMBT kábelcsatorna, a Viacom tulajdonában lévő Logo megvette a sorozatot és a kivágott jeleneteket, és úgy sugározza 2006. szeptember 21. óta.
Főcímdalok:
- Greek Buck – Spunk (1-3. széria)
- Burnside Project – Cue the Pulse to Begin (4-5. széria)

| Ország                                         | Levetített szériák száma (összesen) | Televízió adó              |
| ---------------------------------------------- | ----------------------------------- | -------------------------- |
|                                                |                                     |                            |
| Európa                                         |                                     |                            |
| Belgium                                        | 5                                   | Kanaal 2 (mai: 2BE)        |
| Finnország                                     | 2                                   | Nelonen                    |
| Franciaország                                  | 5                                   | Jimmy; Pink TV             |
| Németország                                    | 5                                   | Pro7; TIMM                 |
| Görögország                                    | 1                                   | Star Channel               |
| Magyarország                                   | 5                                   | Cool TV                    |
| Olaszország                                    | 2                                   | Gay.tv; Jimmy; IRIS        |
| Hollandia                                      | 1                                   | OUTTV                      |
| Szlovénia                                      | 5                                   | Kanal A                    |
| Spanyolország                                  | 5                                   | Cuatro                     |
| Egyesült Királyság                             | 4                                   | BBC                        |
| Románia                                        | 5                                   | Purple TV                  |
| Lengyelország                                  |                                     | nFilmHD                    |
| Közép- és Dél-Amerika                          |                                     |                            |
| Argentína · Chile                              | 5                                   | I.Sat                      |
| Brazília                                       | 5                                   | Cinemax                    |
| Kolumbia · Ecuador · Mexikó · Peru · Venezuela | 5                                   | HBO                        |
| Ázsia                                          |                                     |                            |
| Izrael                                         | 5                                   | Channel 3; Yes Stars; HOT3 |
| Törökország                                    | 1                                   | Salon                      |
| Ausztrália                                     |                                     |                            |
| Ausztrália                                     | 5                                   | SBS TV                     |

## Háttér
A fiúk a klubból jelen (amerikai) változata hamar a Showcase első számú műsorává lépett elő. A csatorna elsősorban a melegeket szerette volna megcélozni a sorozattal, azonban nagy megdöbbenésre a nézők nagy része heteroszexuális nők voltak.
Úttörő jelenetekben bőven bőveledik a korábbi TV műsorokhoz képest: két férfi együttes, olykor szexuális ábrázolása; meleg szórakozóhelyek bemutatása; drogozás. Az eredeti változatban mindezeknek nyomuk sincs.
Kezdetben a szereplők a spekulációk elindítása és a karakter-összeegyeztethetetlenség miatt tartózkodtak szexuális irányultságuk közlésétől. Később Randy Harrison, Peter Paige, Robert Gant és Jack Wetherall már nyíltan vállalták másságukat, Thea Gill pedig biszexuálisnak vallotta magát.
A sorozat több, hétköznapi problémára világít rá: coming out, az azonos neműek házassága, rekreációs kábítószer-használat és a velük való visszaélés (kokain, metamfetamin, ecstasy, GHB, ketamin, cannabis), meleg elfogadás, mesterséges termékenyítés, a biztonságos szex, a HIV-pozitív állapot, kiskorú prostitúció, aktív homoszexuális katolikus pap, a szexuális orientáción alapuló munkahelyi diszkrimináció, az internetes pornográfia ipar.
Maga a történet Pittsburghben játszódik, mivel a készítők szerint ez a város hasonlít leginkább az eredeti sorozat helyszínére, Manchesterre. Azonban tekintettel arra, hogy Pittsburghnek nincs olyan nagy, kiterjedt meleg negyede mint San Francisconak vagy New Yorknak, ezért az összes részt (ideértve a Liberty Avenue-t is) Toronto meleg negyedében forgatták. Többek között azért is esett Torontóra a választás, mert alacsonyabbak az adók és az előállítási költségek, mint az Egyesült Államokban.
A sorozat második számú központi helyszínének (a Babylon után) számító Woody's a valóságban is létezik; itt csak egyetlen jelenetet vettek fel: amikor több szereplő Torontóba utazott.
A sorozat nagy népszerűségnek örvendett Kanadában. A Showcase az utolsó évad részeit már reklám és egyéb kereskedelmi szünetek nélkül sugározta. A sorozat öt évadot élt meg, habár a rajongók szerettek volna egy hatodikat is, ezt azonban a szereplők többsége már nem vállalta, valamint a kanadai dollár erősödése miatt az előállítási költségek igen csak megnőttek volna. A kanadai koprodukciós partner, a Showcase igen sok pénzt fizetett volna a hatodik évad beindításáért, azonban ezt a többségi tulajdonban lévő Showtime megvétózta.

## Történet
|  | Alább a cselekmény részletei következnek! |

Az első epizódban a négy barátot (Michael, Brian, Ted, Emmett) egy felkapott pittsburghi melegbárban, a Babylonban találjuk őket az este vége felé. Brian egyszer csak hirtelen felfigyel Justinra, akivel aztán le is fekszik, azonban Justin beleszeret. Még ugyanezen az éjszaka Brian kap egy üzenetet: megszületett a kisfia Lindsaytől.
Michael viszonzatlan (egyoldalú) szerelme Brian iránt csak olaj a tűzre kettőjük kapcsolatában. Justin coming outol, melynek következményeit Michael és Brian kapcsolata is megérzi. Justin legjobb barátnője Daphne, aki megpróbálja megvédeni Justint a homofób osztálytársaitól és a szüleitől. Michael és Justin a második évad végére megrajzolják Rage-t, a meleg képregényhőst, akit Brian ihletett meg.
Brian fia, Gus Lindsayvel és Melanie-vel él együtt, amelynek következményeként többször is felmerül a szülői jogok kérdése. Ted Melanie könyvelője, és egyben fülig szerelmes Michaelbe; titokban. A legjobb barátok Emmettel, de ez később szerelembe is átfordul. Kettőjük kapcsolata akkor zárul le, amikor Ted illegális pornóoldalát a rendőrök felfedik, és bíróság elé állítják emiatt. Stockwell rendőrfőnök, aki egy jelölt a polgármester-választáson (3. évad), Briant alkalmazza a kampányának szervezésére. Túl sok a jelölt programjában a homofób elem és ez a rendőr emberként sem alkalmas polgármesternek. Brian a negyedik évadban ott hagyja eddigi állását a homofób kampány miatt, s megalapítja saját reklámügynökségét. Michael összeházasodik Bennel, a HIV-pozitív egyetemi tanárral, akivel később örökbe fogadják Huntert, a szélhámos tinédzsert, aki szintén HIV-pozitív.
Melanie és Lindsay kapcsolata meglehetősen stabilnak látszik, azonban ez korántsem igaz: viharos és ellentmondásos. Bár a 2. évad során összeházasodnak, a későbbiekben (4-5. évad) sok a veszekedés, féltékenység, melynek szétköltözés a vége. A robbanás a Babylonban ráébreszti őket, mennyire fontosak egymásnak, de már nem érzik magukat biztonságban ebben a városban így elköltöznek Kanadába. A harmadik évadban Melanie megkéri legjobb barátját Michaelt, hogy legyen apa. Michael ezt el is vállalja, így hamarosan megszületik Jenny Rebecca, akit a lányok Michaellel együtt nevelnek. Brian új reklámügynöksége a Kinnetik, annyira sikeres lesz rövid időn belül, hogy megvásárolja a csőd közelében álló Babylont.
Az 5. évadban egy homofób törvény-tervezet a 14-es kezdeményezés,  elég nagy felháborodást kelt. A kezdeményezés lényege, hogy megakadályozza (és visszamenőlegesen elveszi) azokat az alapvető emberi- és polgárjogokat (házasság, örökbefogadás, öröklés) a melegek körében, amik más államokban biztosítottak. Debbie, Justin, Jennifer, Daphne, Emmett, Ted, Michael, Ben, Lindsay és Melanie keményen harcolnak a kampány ellen, akik mindent bevetnek (a szórólapozástól kezdve a politikai kampányig) az ügyben, hogy megakadályozzák a kezdeményezés megszavazását.
Az egész sorozat legmegdöbbentőbb eseménye azonban csak ezután következett: egy, a 14-es kezdeményezés elleni összejövetelen - feltehetően egy felbőszült aktivista - bombát robbantott a Babylonban (4 ember azonnal, 3 később halt meg, 67 sérült).
Ez a szörnyű esemény alapjaiban megváltoztatja az ötödik évad utolsó jó néhány részét. Brian megijed, hogy harmadszorra is elveszítheti Justint, ezért végre megkéri Justin kezét. Hosszú idő után végre elkezdik tervezni a házasságukat, amikor egy New York-i művészeti vezető munkát ajánl Justinnak, amit közös beleegyezés alapján el is fogad. Michael is ott volt a robbanás helyszínén, őt súlyos sérülésekkel szállították kórházba. Melanie és Lindsay az esetet követően végleg kiköltöznek Kanadába.
Emmett talál magának egy TV bemondói állást, ám egyszer Drew Boyd futballjátékos megcsókolja őt élő adásban. Ted hosszas mérlegelés után ismét összejön Blake-kel; Hunter pedig visszatér, így ismét teljes a Bruckner-Novotny család.
A kritikusok szerint az utolsó évad utolsó részének vége sikerült a legjobban, amikor is Brian és Michael visszatérnek a még romokban fekvő Babylonba. Egyszer csak felhangzik kettejük közös dala (Heather Small - Proud), amely a legelső részben is megszólalt, majd elkezdenek táncolni. A rész és egyben a sorozat Michael következő narrációjával zárul:
És a tuc-tuc folytatódik. Örökké. Nem számít, hogy mi történik. Nem számít, hogy ki az elnök. Ahogy a disco úrnője, az isteni Miss Gloria Gaynor mindig énekelte nekünk: túl fogjuk élni.
|  | Itt a vége a cselekmény részletezésének! |

## Szereplők

### Főszereplők
| Színész         | Szerep            | Magyar hang        | Leírás |
| --------------- | ----------------- | ------------------ | --- |
| Gale Harold     | Brian Kinney      | Damu Roland        | Brian Kinney: egy valóságos szexgép. 29 éves reklám szakember, aki csak a mának él. Kizárólag a szexben hisz, semmi másban. Amíg Justinnal egy se veled se nélküled kapcsolatban élnek, Justin lesz az egyetlen olyan srác, aki többet is elér nála, mint egy éjszakát: egy komoly kapcsolatot, és ekkor lesz Brian életében először szerelmes. Kezdetben egy reklámtanácsadó cégnél dolgozik, de később megalapítja saját vállalkozását, a Kinnetik-et. Állítása szerint nem része az LMBT közösségnek, ennek ellenére mindent megtesz a melegek érdekében. A mottója a heterokkal szemben: "Csak kétféle hetero létezik. Az egyik, aki szemtől szembe utál, a másik pedig, aki a hátad mögött." |
| Hal Sparks      | Michael Novotny   | Zámbori Soma       | Brian legjobb barátja, melyet tovább bonyolít a serdülőkora óta tartó titokzatos szerelem. Teljes mértékben imádja a képregényeket, különösen Astro kapitányt. Kezdetben a K-Mart és a Big Q áruházláncoknál dolgozik managerként, de később az álmait követve egy képregénybolt tulajdonosa lesz. A második évadtól kezdődően Justinnal közösen létrehozzák a Raget (képregény). A képregénybolt beindításának örömeiben egyszer csak egy komoly kapcsolatban találja magát Bennel, akivel végül össze is házasodik.A sorozat végén a pár örökbe fogadja Huntert. |
| Randy Harrison  | Justin Taylor     | Előd Álmos         | Justin 17 évesen Briannak köszönhetően vesztette el szüzességét és esett szerelembe életében először. Coming outját követően elmenekült otthonról, mert apja képtelen volt elfogadni a szexuális irányultságát. Beceneve "Sunshine" (magyarul: napsugár, a magyar szinkronban "Aranyom"), amit Debbie-től kapott az állandó mosolya és a vidámsága miatt. Justin az első évad végén egy lincselés áldozata lesz, melynek következtében súlyos sérülésekkel kerül kórházba, ahonnan kikerülve Brian segíti a felépülésben. |
| Peter Paige     | Emmett Honeycutt  | Láng Balázs        | A Hazlehurstből való Emmett a társaság legfeltűnőbb személye. Több munkával is megpróbálkozik (ruhabolti eladó, pornószínész, escort, rendezvényszervező), de végül egy helyi tv-csatornához szerződik le. |
| Scott Lowell    | Ted Schmidt       | Vári Attila        | Könyvelőként tevékenykedik, aki irigyli Brian pazar életmódját. Tedet folyamatos elutasítások érik a meleg bárokban. A harmadik, majd negyedik évadban se veled-se nélküled kapcsolatba bonyolódik Emmettel illetve Blake Wyzeckivel. |
| Thea Gill       | Lindsay Peterson  | Csampisz Ildikó    | Brian közeli barátja, akit már a gimnázium óta ismer. Ő Briannal közös gyerekük, Gus anyja. Lindsay rajztanárként dolgozik, azonban a gyermekvállalás miatt otthagyja az állását. Lindsay angol-szász protestáns szülei szégyellik őt leszbikussága és Melanieval való kapcsolata miatt. |
| Michelle Clunie | Melanie Marcus    | Kisfalvi Krisztina | Lindsay zsidó barátnője, aki ügyvédként tölti mindennapjait. Melanie nagyon nem kedveli Briant, mert véleménye szerint Lindsay túl gyengéden bánik vele, ám a sorozat vége felé már enyhülni látszódik ez a viszony. A későbbiekben ő is anya lesz; gyermeke Jenny Rebecca, aki Michaeltől született. |
| Michelle Clunie | Melanie Marcus    | Németh Kriszta     | Lindsay zsidó barátnője, aki ügyvédként tölti mindennapjait. Melanie nagyon nem kedveli Briant, mert véleménye szerint Lindsay túl gyengéden bánik vele, ám a sorozat vége felé már enyhülni látszódik ez a viszony. A későbbiekben ő is anya lesz; gyermeke Jenny Rebecca, aki Michaeltől született. |
| Robert Gant     | Ben Bruckner      | Dolmány Attila     | Egyetemi professzor, aki a második évadtól Michael barátja lesz. Ben HIV+. Debbie a kezdetekben félti Michaelt, nehogy ő is elkapja a fertőzést, ennek következményeként nem bánik túl jól Bennel, de később megenyhül, látva Michael boldogságát. |
| Sharon Gless    | Debbie Novotny    | Némedi Mari        | Egy aktív PFLAG-tag (PFLAG: Parents, Families, and Friends of Lesbians and Gays; magyarul: leszbikusok és melegek szülei, családjai és barátai) valamint Michael anyja Debbie, aki kegyetlenül büszke fia másságára. Mindegyik fiatallal nagyon jó, amolyan anyáskodó kapcsolata kerül, különösen Justinnal, akinek gondját viselte, miután megszökött otthonról. A Liberty étkezdében dolgozik és mindemellett otthonában ápolja beteg testvérét, Vicet. |
| Chris Potter    | Dr. David Cameron | Juhász György      | Az 1. évad szereplője, Michael exbarátja. Miután Michael leesett egy létráról, felkeresi Davidet, aki csontkovácsként dolgozik. Kapcsolatuk igen gyorsan fejlődik; néhány hónap múlva Michael megismerkedik David gyermekével. Kisebb háború alakul ki Briannel szemben, ugyanis David képtelen elfogadni Michael és Brian szoros kapcsolatát, amire Brian mindig rá tesz egy lapáttal. Az első évad végén szakít Michaellel, és visszaköltözik a nyugati partra. |

### Mellékszereplők
| Név                       | Színész            | Magyar hang        | Leírás |
| ------------------------- | ------------------ | ------------------ | --- |
| Vic Grassi                | Jack Wetherall     | Csuha Lajos        | Hogy segíteni tudjon Debbienek az anyagiakban, elkezd dolgozni konyhai alkalmazottként. A negyedik évadban egy HIV okozta betegségben meghal. |
| James "Hunter" Montgomery | Harris Allan       | Steiner Kristóf    | Hunter egy HIV+ tinédzser, aki kezdetben férfi prostituálként kereste a kenyeret (miután kirúgtak az albérletéből), majd egyszer találkozott Michaelékkel. Ben megsajnálta Huntert és a gondjaiba vette; a később örökbe is fogadták. Hunter alapból bele van esve Brianba, de később beleszeret egy Callie Leeson nevű lányba. |
| Jennifer Taylor           | Sherry Miller      | Farkasinszky Edit  | Jennifer Justin anyja, aki ingatlanügynökként dolgozik. Miután gondjai adódtak fia coming outjának elfogadásával, Debbie segítségével sikerült átvészelnie ezt a korszakot és csatlakozott a PFLAG-hez. Craiggel (Justin apjával) való szakítását követően összejön Tuckerrel, aki Justinnal közel egyidős, s ez nem is tetszik Justinnak. |
| Carl Horvath              | Peter MacNeill     | Várday Zoltán      | Debbie barátja. Akkor találkozik Debbievel, amikor egy meleg srác halála ügyében nyomozni kezd. Debbievel való kapcsolatuk elején még enyhén homofób, de később Debbie megpróbálja jobb belátásra téríteni a melegekkel szemben. Megkéri Debbiet, hogy házasodjanak össze, ő azonban mindaddig nem akar, amíg Michael nem házasodhat legálisan; ennek következményeként élettársi kapcsolatban élnek tovább.                                                                               |
| Blake Wyzecki             | Dean Armstrong     | Moser Károly       | Amikor első alkalommal találkozik Teddel a Babylonban, egy kristálynak nevezett kábítószert ad Tednek, aki azonban túlérzékenységi reakció következtében kórházba kerül. Teddel való kapcsolatuk hamar zátonyra fut, miután nyilvánvalóvá válik, hogy képtelen leszokni a drogokról. A negyedik évadra sikerül neki a leszokás, sőt egy központ tanácsadóként alkalmazza őt. Végül Blake segít Tednek is megszabadulni a kábítószer-függőségtől. Az ötödik évadban ismételten összejönnek. |
| Daphne Chanders           | Makyla Smith       | Bogdányi Titanilla | Justin legjobb barátnője a gimnázium óta, és az első olyan ember, akinek elmesélte a coming outját. Az első nő, akivel Justin lefeküdt. |
| Ethan Gold                | Fabrizio Filippo   | Markovics Tamás    | Zene tagozatos diák. Justin elidegenedik Briantől, ezért otthagyja őt Ethanért. Rövid távú kapcsolat, melynek oka, hogy Justin rajongóként tekint Ethanre. A végén Justin visszatér Brianhez. |
| Drew Boyd                 | Matt Battaglia     | Megyeri János      | Egy ünnepelt quarterback, aki egészen Emmettel való találkozásáig heteróként él. Bár már korábban is lefeküdt férfiakkal, nem vallja melegnek magát, sőt. Ám Emmetthez érzelmileg is vonzódni kezd, mígnem bár egy zsaroló miatti kényszerből, de coming outol, nem is akárhogy: élő adásban megcsókolja Emmettet. |
| Jim Stockwell             | David Gianopoulos  | Németh Gábor       | Polgármester-jelölt, Brian a kampányfőnöke. Stockwell egy homofób rendőr, aki előszeretettel visszaél hatalmával. Később Brian otthagyja őt, melynek következtében bezáratja az összes melegbárt. Brian negatív kampányt kezd róla terjeszteni, ennek köszönhetően megbukik a polgármester-választáson. |
| Sam Auerbach              | Robin Thomas       |                    | Neves művész, akivel közismerten nehéz szót érteni. Lindsay és Sam vonzódni kezdenek egymáshoz annak ellenére is, hogy Lindsay meleg. A Pittsburghi Művészeti Galériában kiállítják Sam képeit, amelynek végén lefeküdnek egymással. |
| Tracey                    | Lindsey Connell    | Kapu Hajni         | Michael munkatársa a Big Q-nál. Nagyon erős érzelmeket táplál Michael iránt, s teljesen összeroskad, amikor megtudja, hogy Michael meleg. Megpróbálja leplezni ezen érzelmeit, azonban nehezen sikerül neki. |
| Callie Leeson             | Meredith Henderson | Molnár Ilona       | Hunter gimnazista barátnője. Miután megtudja, hogy Huntert két férfi neveli, ráadásul Hunter HIV+, nem kezd el aggódni különösebben. Hunter egy úszóverseny folyamán megsérül, feje erősen vérezni kezd. Amikor Callie a medencébe próbál ugrani, hogy segítsen Hunteren, az apja elkiáltja magát: "Ne, AIDS-es!". Az egész terem hallotta, később pedig már az egész gimnázium tudomást szerzett róla. A fentiek ellenére barátok maradnak.                                               |
| Brett Keller              | Mike Shara         |                    | Hollywoodi producer, aki filmre viszi Rage-et. |

## Díjak
| Év   | Díjátadó             | Díj                                   | Eredmény |
| ---- | -------------------- | ------------------------------------- | -------- |
| 2001 | GLAAD Media Awards   | Kiváló dráma sorozat                  | Nyert    |
| 2001 | Third Prize          | Effects Titles Ident's PSA's          | Nyert    |
| 2001 | Aranytekercs-díj     | Legjobb zenei betétek                 | Jelölt   |
| 2001 | Artion               | Legjobb szereplőgárda                 | Jelölt   |
| 2002 | GLAAD Media Awards   | Kiváló dráma sorozat                  | Jelölt   |
| 2002 | DGC Craft Award      | Legjobb rendezői tevékenység          | Jelölt   |
| 2002 | DGC Team Award       | Legjobb stáb tevékenység              | Jelölt   |
| 2003 | GLAAD Media Awards   | Kiváló dráma sorozat                  | Jelölt   |
| 2003 | ACTRA Toronto Awards | Kiváló előadásmód (Thea Gill)         | Nyert    |
| 2003 | DGC Craft Award      | Legjobb zenei betétek                 | Nyert    |
| 2003 | DGC Craft Award      | Kiváló rendezés                       | Jelölt   |
| 2003 | DGC Craft Award      | Legjobb vágás                         | Jelölt   |
| 2003 | DGC Craft Award      | Legjobb produlciós design             | Nyert    |
| 2003 | DGC Team Award       | Legjobb dráma sorozat                 | Nyert    |
| 2004 | GLAAD Media Awards   | Kiváló dráma sorozat                  | Jelölt   |
| 2004 | DGC Craft Award      | Legjobb vágás                         | Jelölt   |
| 2004 | DGC Craft Award      | Legjobb produlciós design             | Jelölt   |
| 2004 | Aranytekercs-díj     | Legjobb zenei betétek                 | Jelölt   |
| 2005 | GLAAD Media Awards   | Kiváló dráma sorozat                  | Jelölt   |
| 2005 | DGC Craft Award      | Legjobb vágás                         | Jelölt   |
| 2005 | DGC Craft Award      | Legjobb produlciós design             | Jelölt   |
| 2005 | DGC Team Award       | Legjobb szereplőgárda                 | Jelölt   |
| 2005 | Prism Award          | Legjobb több részes történet          | Nyert    |
| 2005 | Prism Award          | Legjobb drámai előadás (Scott Lowell) | Jelölt   |
| 2005 | BMI Cable Award      | Legjobb televíziós sorozat            | Nyert    |

## Érdekességek
- A sorozat egy-egy részéből, valamint a háttérről több könyv is készült.
- Magyarországon már mind az öt évad megjelent DVD-n.

## Fordítás
Ez a szócikk részben vagy egészben  a   Queer as Folk (North American TV Series) című angol Wikipédia-szócikk fordításán alapul.  Az eredeti cikk szerkesztőit annak laptörténete sorolja fel. Ez a jelzés csupán a megfogalmazás eredetét és a szerzői jogokat jelzi, nem szolgál a cikkben szereplő információk forrásmegjelöléseként.

## Lásd még
- A fiúk a klubból (brit változat)
- L